# جيمس روسو
جيمس روسو (بالإنجليزية: James Russo)‏ (و. 1953 – م) هو ممثل، وممثل تلفزيوني، من الولايات المتحدة الأمريكية، ولد في مدينة نيويورك.

## التعليم
تعلم في جامعة نيويورك.

## جوائز
حصل على جوائز منها:
- جائزة المسرح العالمي (1983).[3]

## وصلات خارجية
- جيمس روسو على موقع IMDb (الإنجليزية)
- جيمس روسو على موقع روتن توميتوز (الإنجليزية)
- جيمس روسو على موقع قاعدة بيانات الأفلام العربية
- جيمس روسو على موقع ألو سيني (الفرنسية)
- جيمس روسو على موقع ميوزك برينز (الإنجليزية)
- جيمس روسو على موقع أول موفي (الإنجليزية)
- جيمس روسو على موقع قاعدة بيانات برودواي على الإنترنت (الإنجليزية)
- جيمس روسو على موقع قاعدة بيانات الأفلام السويدية (السويدية)
- جيمس روسو على موقع إن إن دي بي (الإنجليزية)
- جيمس روسو على موقع ديسكوغز (الإنجليزية)